# Tōkyō Tarareba Musume
Tokyo Tarareba Musume (東京タラレバ娘 Tōkyō Tarareba Musume?) es un manga de género josei de comedia romántica escrito e ilustrado por la mangaka Akiko Higashimura. Fue publicado en la revista Kiss de la editorial Kōdansha desde marzo de 2014 hasta abril de 2017; una adaptación a drama de televisión de 10 episodios fue transmitido en la cadena NTV desde enero a marzo de 2017.

## Argumento
Rinko es la protagonista de la historia, una joven escritora soltera de 33 años viviendo en Tokio; usualmente se la pasa bebiendo y pasando el rato con sus amigas Kaori y Koyuki, quienes son amigas desde la preparatoria, quejándose de su poca suerte en el amor y el trabajo. Un día mientras el trío tenía su usual intercambio de quejas en un izakaya (居酒屋?), un misterioso y apuesto joven rubio se acerca a ellas y les explica la razón que por la que siguen solteras es su falta de decisión; Rinko reflexiona sobre esto y promete casarse para el 2020, el año de los Juegos Olímpicos de Tokio.

## Personajes
Rinko Kamata (鎌田 倫子 Kamata Rinko?)
Una joven escritora de 33 años que vive en Tokio que trabaja para una compañía productora, se pasa la vida quejándose de su trabajo y su vida amorosa con sus amigas.
Kaori Yamakawa (山川 香 Yamakawa Kaori?)
Una de las amigas de Rinko desde la escuela preparatoria, queda con ella junto a Koyuki para beber y platicar; tiene un salón de decoración de uñas en Omotesandō.
Koyuki Torii (鳥居 小雪 Torii Koyuki?)
Es otra de las amigas de Rinko de la preparatoria junto con Kaori, las tres pasan tiempo juntas para hablar de sus trabajos y su pésima suerte en el amor.
Haruki Kagitani ( Kagitani Haruki?)
Tetsuro Hayasaka (早坂 哲郎 Hayasaka Tetsuro?)
Un compañero de la compañía donde trabaja Rinko, cuando era asistente de dirección era un joven tímido, una vez se convirtió en productor, es un joven apuesto, elegante y refinado.
Mami Shibata (芝田 マミ Shibata Mami?)
Una compañera de trabajo y asistente de Rinko, tiene 19 años y un gusto por la moda y accesorios muy llamativos, por ello la llaman "chica de Harajuku", en alusión a la moda de este barrio.

## Manga
El manga fue escrito e ilustrado por Akiko Higashimura, autora del manga Kuragehime, fue serializado por la revista Kiss de la editorial Kōdansha desde el 24 de marzo de 2014 hasta el 25 de abril de 2017; el manga fue compilado en 8 volúmenes en formato tankōbon, siendo el primero lanzado en septiembre de 2014; para su versión en inglés, Kodansha USA lanzó el manga en formato digital.

### Lista de volúmenes
| 1 | «Volumen 1» | 12 de septiembre de 2014 | ISBN 978-4-06-340935-2 |
| Contenido: - 01. Chicas indescisas - 02. Las chicas indescisas y el chico rubio - 03. La mujer de la tostada - 04. Las mujeres y el apuesto joven - Extra |             |                          |                        |
| 2 | «Volumen 2» | 13 de mayo de 2015       | ISBN 978-4-06-340956-7 |
| 3 | «Volumen 3» | 12 de agosto de 2015     | ISBN 978-4-06-340964-2 |
| 4 | «Volumen 4» | 11 de diciembre de 2015  | ISBN 978-4-06-340974-1 |
| 5 | «Volumen 5» | 13 de mayo de 2016       | ISBN 978-4-06-340988-8 |
| 6 | «Volumen 6» | 13 de septiembre de 2016 | ISBN 978-4-06-340997-0 |
| 7 | «Volumen 7» | 13 de enero de 2017      | ISBN 978-4-06-398007-3 |
| 8 | «Volumen 8» | 13 de abril de 2017      | ISBN 978-4-06-398017-2 |
| 9 | «Volumen 9» | 13 de julio de 2017      | ISBN 978-4-06-398017-2 |

## Recepción
El volumen 2 del manga alcanzó la quinta plaza en la lista semanal de Oricon con un total de 95,639 copias vendidas en 2015; el volumen 3 alcanzó el lugar 17 en agosto de 2015, vendiendo más de 110,000 copias; en 2017 el volumen 7 estuvo en el primer puesto de la lista Oricon vendiendo más de 73,000 copias. El manga quedó en segundo lugar en la lista Kono Manga ga Sugoi! en 2015, un top 20 de manga para consumidores femeninos, el año siguiente mantuvo su segunda posición de preferencia entre el público. Fue nominado al Manga Taishō en su novena edición, quedando en noveno lugar; además estuvo nominado en la categoría de mejor manga en la edición 40 de los Kodansha Manga Award.